# Mikroregion Assis

Mikroregion Assis

Mikroregion Assis – mikroregion w brazylijskim stanie São Paulo należący do mezoregionu Assis.

## Gminy
- Assis 98.715 mieszkańców
- Borá 825 mieszkańców
- Campos Novos Paulista 4.539 mieszkańców
- Cândido Mota 29.911 mieszkańców
- Cruzália 2.270 mieszkańców
- Florínea 2.829 mieszkańców
- Ibirarema 6.725 mieszkańców
- Iepê 7.627 mieszkańców
- Lutécia 2.703 mieszkańców
- Maracaí 13.344 mieszkańców
- Nantes 2.707 mieszkańców
- Palmital 21.257 mieszkańców
- Paraguaçu Paulista 42.281 mieszkańców
- Pedrinhas Paulista 2.936 mieszkańców
- Platina 3.192 mieszkańców
- Quatá 12.828 mieszkańców
- Tarumã 12.883 mieszkańców